# Speichenbach
Der Speichenbach ist ein linker, periodischer Zufluss der Kahl im Landkreis Aschaffenburg im bayerischen Spessart.

## Geographie

### Verlauf
Der Speichenbach entspringt in einer Schlucht unterhalb des Gipfels des Hahnenkamms (436 m). Er fließt in nordwestliche Richtung unterhalb des Heilberges (314 m). An trockenen Tagen versickert er nach etwa 500 m am Waldrand. Von dort bis zur Ortsgrenze von Kälberau hat der Speichenbach kein festes Bachbett. Im Ort ist er komplett verrohrt. Am Haltepunkt der Bahnstrecke Kahl–Schöllkrippen mündet der Speichenbach in die Kahl.
Im Sommer führt der Speichenbach meist kein Wasser.

### Flusssystem Kahl
- Liste der Fließgewässer im Flusssystem Kahl

## Einzelnachweise

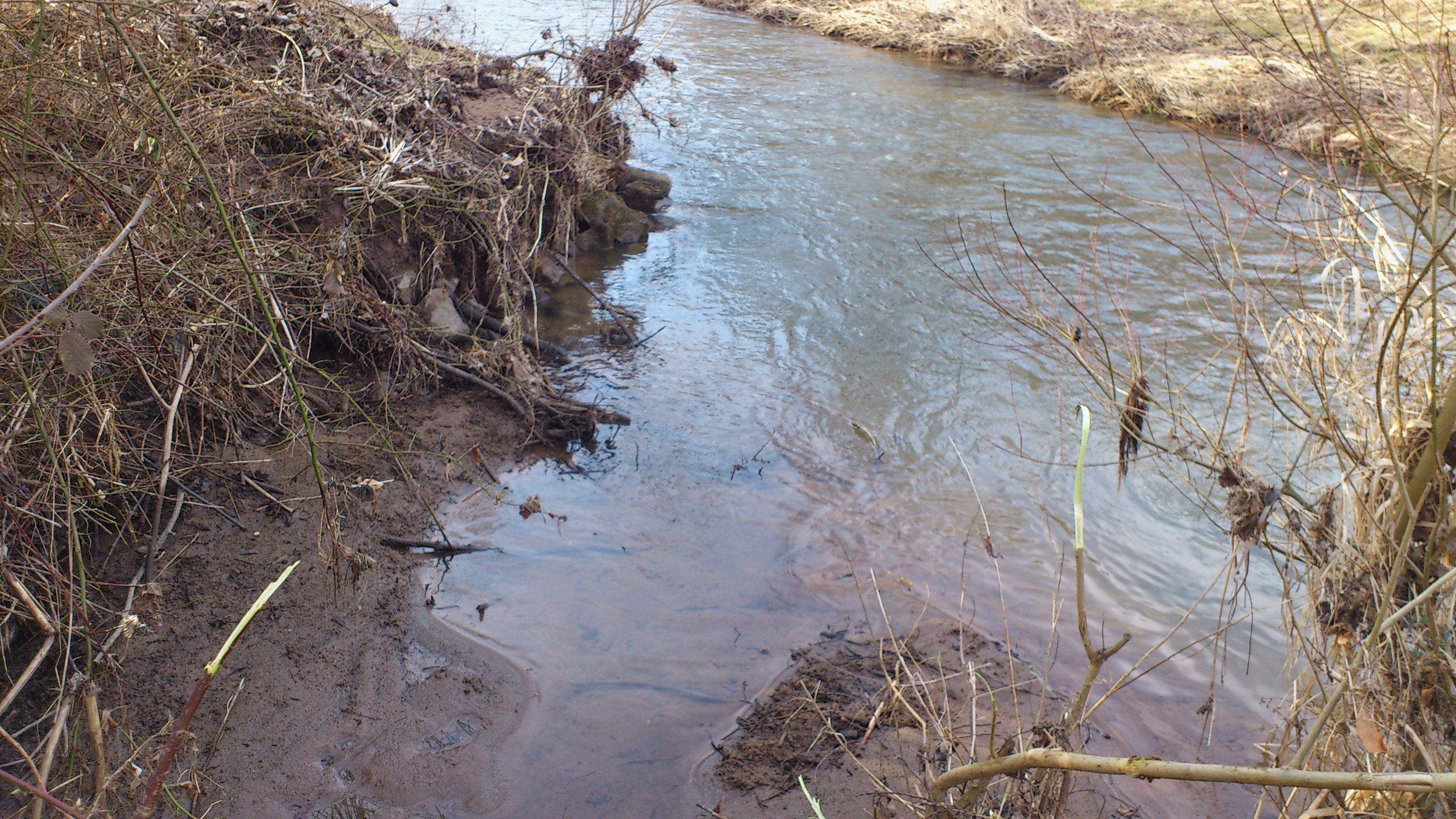
Der Speichenbach (vorne links) mündet in die Kahl